# 刘慧 (香港)
劉慧（英語：Vivian Lau），慧悅財經（Nasdaq :INTJ)創辦人，公司於2024年3月18日在納斯達克掛牌上市。曾任香港新城財經台節目主持，以及港股策略王主持人。